# Robert Tappan Morris
Robert Tappan Morris (8 november 1965) is een Amerikaans computerwetenschapper en ondernemer. Hij is tevens hoogleraar aan het Massachusetts Institute of Technology. Hij is vooral bekend van zijn ontwikkeling in 1988 van de Morris-worm, die als de eerste worm op het internet wordt beschouwd.

## Biografie
Morris groeide op in New Jersey en ging naar de Delbarton School, waar hij in 1983 zijn diploma haalde. Vervolgens studeerde hij aan Harvard en de Universiteit van Cornell. Tijdens zijn studie ontwikkelde hij de eerste computerworm. Morris is de zoon van beveiligingsdeskundige Robert H. Morris. Zijn vader werkte als computerwetenschapper bij Bell Labs en was later een hoge beveiligingsambtenaar van de Amerikaanse inlichtingendienst NSA.

## Morris-worm
In november 1988 ontwikkelde Morris als student een zichzelf voortplantend programma, namelijk de eerste internetworm. De worm werd verspreid vanuit het MIT en niet vanuit de Universiteit van Cornell, waar hij studeerde. Door een ontwerpfout verplaatste de worm zich nog sneller dan gepland en legde hierdoor tal van computers lam. De oorspronkelijke bedoeling van de worm was de omvang van het internet te meten. Uiteindelijk liep het anders. Het ging wel degelijk om een misdrijf. In 1989 werd Morris als eerste veroordeeld voor het overtreden van de Computer Fraud en Abuse Act en kreeg tot drie jaar voorwaardelijk, 400 uur taakstraf en een boete van 10.050 dollar.

## Andere werkzaamheden
- In 1995 richtte Morris samen met Paul Graham het bedrijf Viaweb op, dat software produceerde voor het opzetten van webwinkels. In 1998 werd Viaweb verkocht aan Yahoo!.
- Ondanks zijn veroordeling voor de Morris-worm, werd hij aangesteld als hoogleraar aan het MIT.
- In 2005 richtte hij samen met tal van anderen, onder wie Paul Graham, "Y Combinator" op, dat in start-ups investeert.

## Prijzen
In 2010 ontving Morris de Mark Weiser Award. Deze prijs wordt sinds 2001 uitgereikt aan personen die creativiteit en innovatie in onderzoek naar besturingssystemen hebben aangetoond.

## Tijdlijn
- 1965 - Geboren in New Jersey
- 1983 - Afgestudeerd aan de Delbarton School in New Jersey
- 1987 - Ontving de graad van Bachelor of Arts aan de Harvard-universiteit
- 1988 - Bedacht de Morris-worm
- 1989 - Verdacht van computerfraude
- 1990 - Hiervoor veroordeeld
- 1995 - Richtte Viaweb op samen met Paul Graham
- 1998 - Viaweb voor 49 miljoen dollar verkocht aan Yahoo!
- 1999 - Aangesteld als hoogleraar aan het MIT
- 2005 - Richtte samen met Paul Graham, Trevor Blackwell en Jessica Livingston, Y Combinator op
- 2006 - Technisch adviseur bij Meraki Networks
- 2008 - Gaf samen met Paul Graham de programmeertaal Arc vrij
- 2010 - Ontving de Mark Weiser Award